# Pratica di Mare
Pratica di Mare is een plaats (frazione) in de Italiaanse gemeente Pomezia.

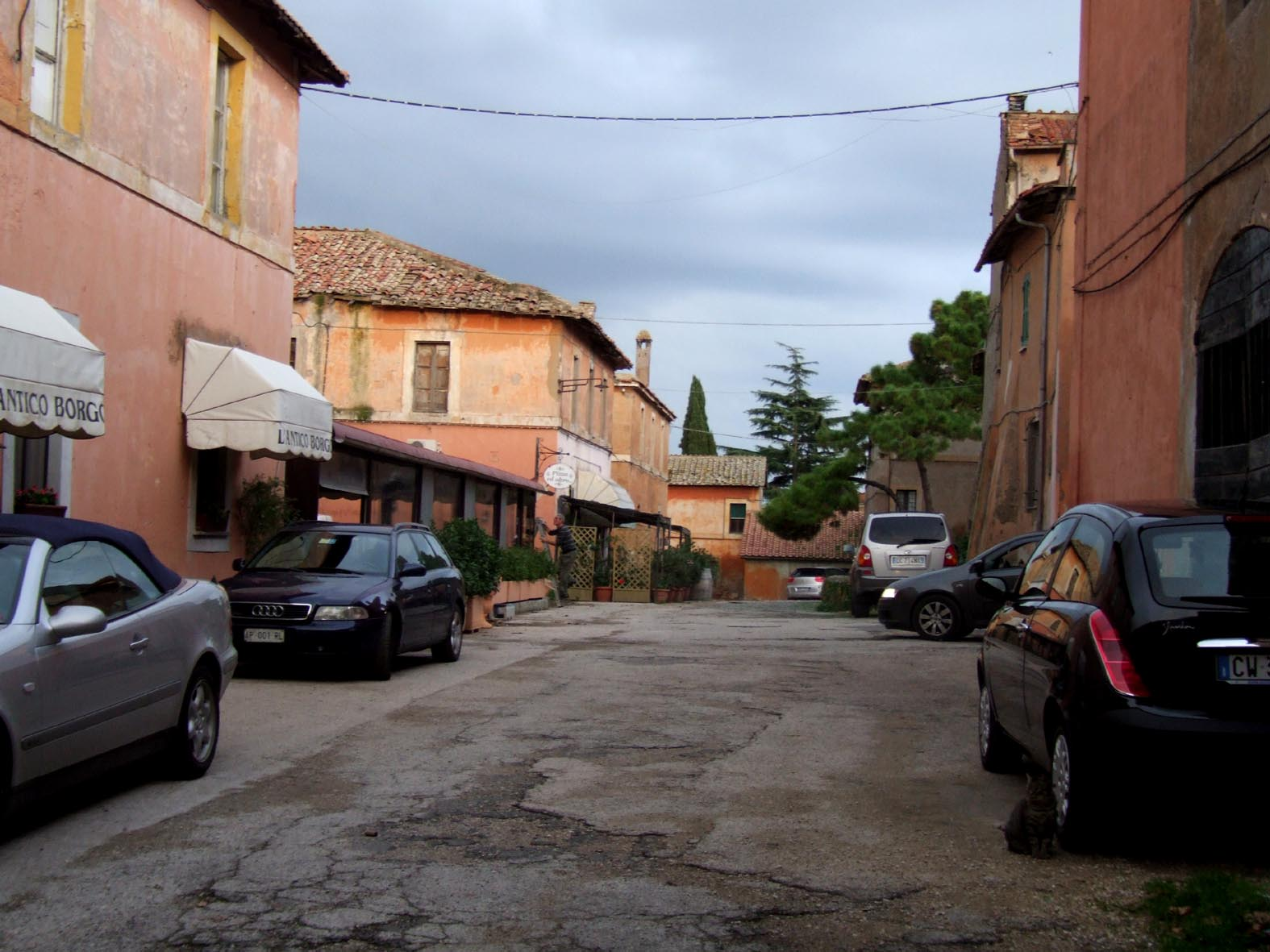
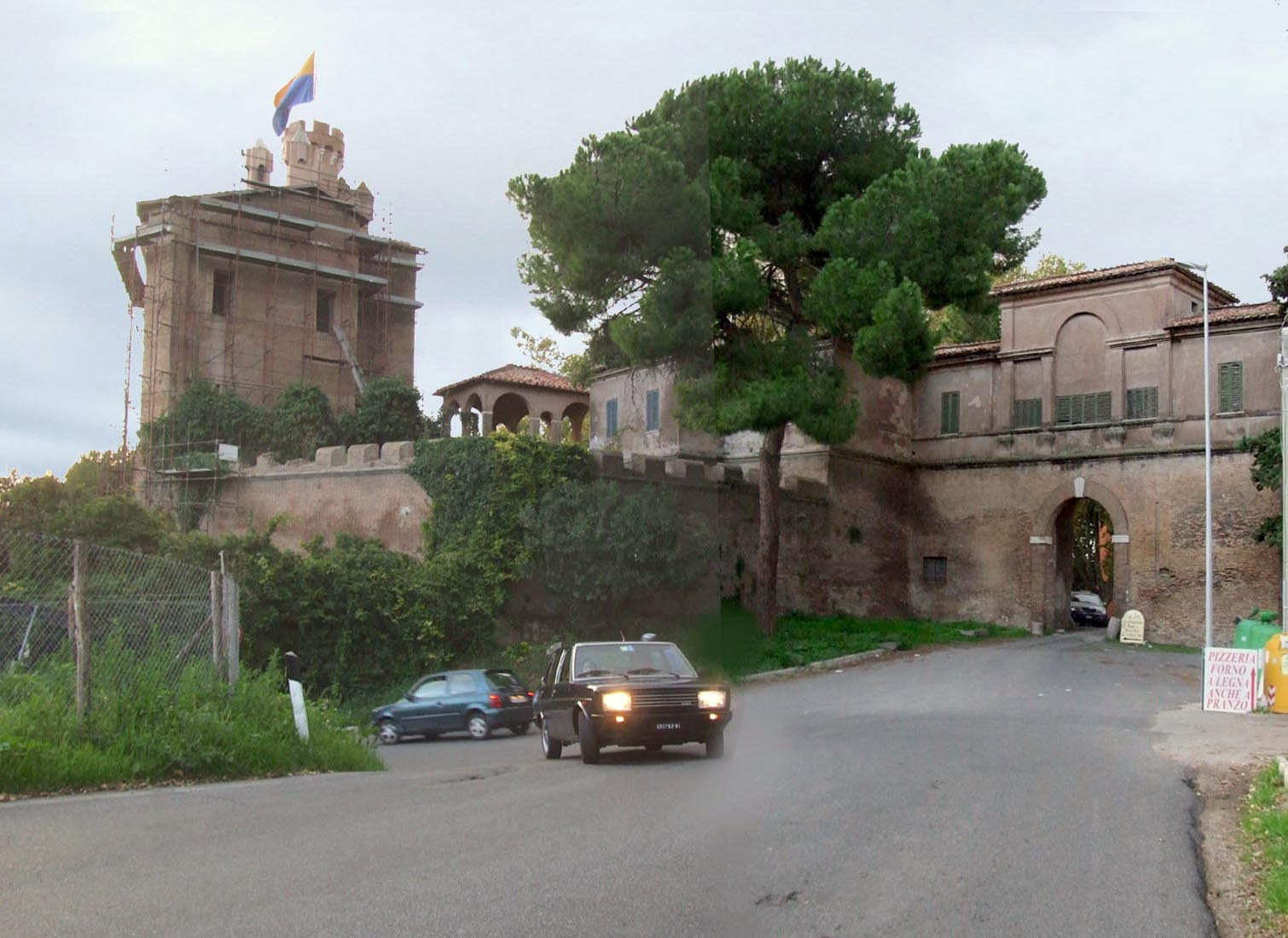